# Видринка
Видринка — річка в Україні, у Березнівському районі Рівненської області. Права притока Случі (басейн Дніпра).

## Опис
Довжина річки 16 км., похил річки — 2,2 м/км. Формується з багатьох безіменних струмків та водойм. Площа басейну 47,6 км².

## Розташування
Бере початок на північній околиці Мочулянки. Тече переважно на південний захід і на північному сході від Бистричів впадає у річку Случ, праву притоку Горині.

## Притоки
- Стрий (права).